# Hendrik Ovink

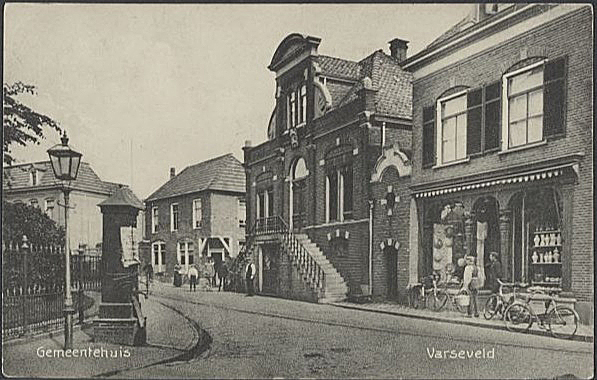
Gemeentehuis Varsseveld 1890-1928

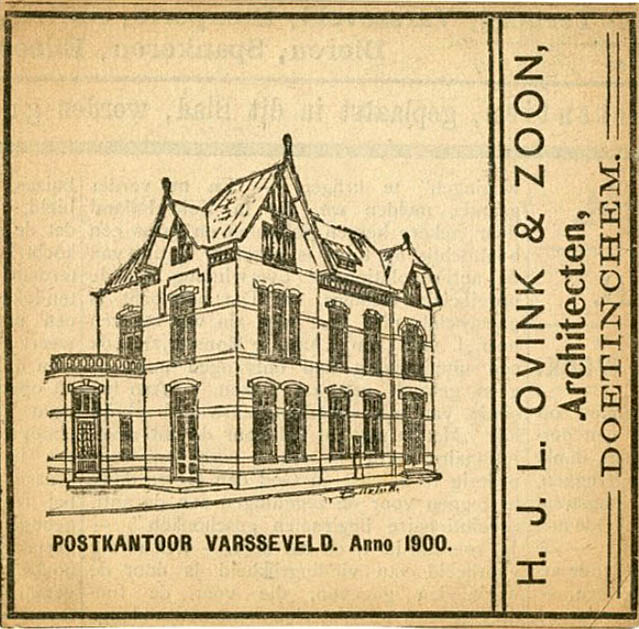
Postkantoor Varsseveld 1900

Hendrik Johan Lambert Ovink (Terborg, 6 oktober 1836 - Doetinchem, 9 oktober 1924) was een Nederlands architect.

## Biografie
Ovink werd te Terborg geboren als zoon van Hendrik Willem Ovink en Johanna Wilhelmina Salemink. Hij is de grondlegger van het architectenbureau ir. H.J.L. Ovink en ir. G.K. Thijssen te Doetinchem. Ovink vestigde zich als timmerman in IJzevoorde in de toenmalige gemeente Ambt Doetinchem en werkte dikwijls op kasteel De Slangenburg. Op 12 oktober 1869 vertrok hij naar Doetinchem (stad) en vestigde zich daar als architect. Op 1 januari 1870 werd hij benoemd tot gemeente-architect van Doetinchem. Op 9 oktober 1924 is hij overleden.
In 1889 kreeg hij opdracht om de voormalige openbare lagere school in Varsseveld te verbouwen tot het nieuwe gemeentehuis van Wisch. In 1890 kreeg hij opdracht om het oude gemeentehuis in Varsseveld te verbouwen tot onderwijzerswoning. 
In 1893 ontwierp hij in opdracht van het gemeentebestuur van Bergh (opgegaan in de gemeente Montferland) de openbare scholen van 's-Heerenberg en Kilder. Het architectenbureau Mazzola te Geldermalsen heeft een onderzoek gedaan naar de haalbaarheid van de vestiging van een dependance van het nationaal schoolmuseum (nu: Nationaal Onderwijsmuseum) in de genoemde school te 's-Heerenberg. Uiteindelijk is er de Bibliotheek 's-Heerenberg gekomen. Van de school in Kilder staat alleen het woonhuis er nog. Verder heeft hij de kosterswoning van de Nederlands Hervormde Kerk te 's-Heerenberg ontworpen.
In 1900 werd het door Ovink ontworpen postkantoor aan de Spoorstraat in Varsseveld geopend. 

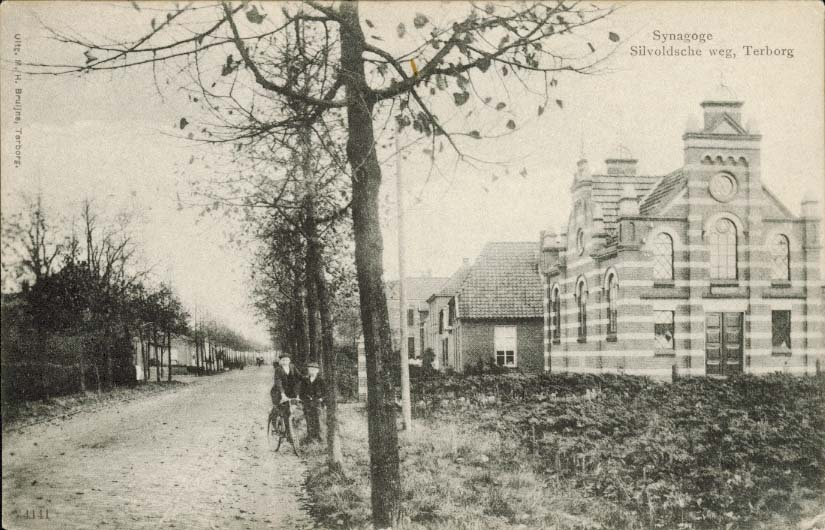
Terborg Synagoge

In 1901 werd de door Hendrik Ovink ontworpen Synagoge aan de Silvoldseweg in Terborg geopend. Het synagogengebouw van Terborg raakte in 1945 tijdens een bombardement zwaar beschadigd en werd later afgebroken. In 2018 werd de Chasdei Enosh Synagoge, een exacte kopie van het gebouw, geopend in Mevo Horon, een Israëlisch stadje niet ver van de hoofdstad Jeruzalem. Een nazaat van de Joden uit de Achterhoek, vond tijdens zijn zoektocht naar het verleden van zijn familie, de originele bouwtekeningen van de Terborgse Sjoel. 
Andere plaatsen waar hij scholen heeft ontworpen, zijn Doetinchem, Dinxperlo, Lichtenvoorde, Ruurlo en Varsseveld in de Gelderse Achterhoek en Westervoort en Zevenaar in de Liemers.